# Rio de Contas (kommun)
Rio de Contas är en kommun i Brasilien.   Den ligger i delstaten Bahia, i den östra delen av landet, 700 km öster om huvudstaden Brasília. Antalet invånare är 12 979.
Omgivningarna runt Rio de Contas är huvudsakligen savann. Runt Rio de Contas är det glesbefolkat, med 11 invånare per kvadratkilometer.